# Jean-Marie Dreujou
Jean-Marie Dreujou (* 18. Juli 1959 in Tours) ist ein französischer Kameramann.

## Leben
Dreujou studierte zwei Jahre lang Kamera an der École supérieure d’études cinématographiques (ESEC) und beendete das Studium 1979 mit dem Diplom. Er ist seit Anfang der 1980er-Jahre als Kameramann tätig, die ersten Jahre war er überwiegend als Kameraassistent im Einsatz. Insgesamt wirkte er bei über 50 Produktionen mit, mehrfach für den Regisseur Patrice Leconte.
Für seine Arbeiten wurde er für den César für die beste Kamera (1997, 2000 und 2005) und für den Chlotrudis Award (2001) nominiert.

## Filmografie (Auswahl)
- 1996: Launen eines Flusses (Les caprices d’un fleuve)
- 1997: Marquise – Gefährliche Intrige (Marquise)
- 1998: American Cuisine (Cuisine américaine)
- 1999: Ein Sommer auf dem Lande (Les enfants du marais)
- 1999: Die Frau auf der Brücke (La fille sur le pont)
- 2000: Liebeslust und Freiheit (Le libertin)
- 2002: Das zweite Leben des Monsieur Manesquier (L’homme du train)
- 2004: Zwei Brüder (Deux frères)
- 2006: Trautes Heim, Glück allein (La maison du bonheur)
- 2006: Mein bester Freund (Mon meilleur ami)
- 2007: Dialog mit meinem Gärtner (Dialogue avec mon jardinier)
- 2010: 600 Kilo pures Gold! (600 kilos d’or pur)
- 2011: Black Gold (Day of the falcon)
- 2013: The Dance of Reality (La danza de la realidad)
- 2014: Nur eine Stunde Ruhe! (Une heure de tranquillité)
- 2015: Das gespaltene Dorf (Mon cher petit village)
- 2015: Der letzte Wolf (Le dernier loup)
- 2016: Meine Zeit mit Cézanne (Cézanne et moi)
- 2018: Die Wahrheit über den Fall Harry Quebert (The Truth about the Harry Quebert Affair)
- 2018: Unser Geheimnis (Tout contre elle)
- 2019: Meine geistreiche Familie (L’esprit de famille)
- 2021: À la Carte! – Freiheit geht durch den Magen (Délicieux)
- 2022: Notre-Dame in Flammen (Notre-Dame brûle)
- 2023: Die einfachen Dinge (Les choses simples)
- 2024: Was ist schon normal? (Un p’tit truc en plus)